# Nealcidion hylaeanum
Nealcidion hylaeanum là một loài bọ cánh cứng trong họ Cerambycidae.